# Phase finale de la Ligue Europa 2018-2019
Navigation
Phase de groupes Finale
La phase finale de l'édition 2018-2019 de la Ligue Europa démarre le 14 février 2019 avec la phase aller des seizièmes de finale et se termine le 29 mai 2019 avec la finale au Stade olympique de Bakou afin de décider du vainqueur de la compétition.
Un total de trente-deux équipes y prend part.
Jusqu'au 14 mars 2019 (huitièmes de finale), les horaires sont en CET (UTC+1), ils passent ensuite en CEST (UTC+2) pour les quarts de finale et au-delà.

## Calendrier
Tous les tirages au sort ont lieu au quartier général de l'UEFA à Nyon en Suisse.
| Phase                                                  | Tirage au sort               | Date aller                   | Date retour                  | Équipes participantes |
| ------------------------------------------------------ | ---------------------------- | ---------------------------- | ---------------------------- | --------------------- |
| Seizièmes de finale                                    | 17 décembre 2018             | 12 et 14 février 2019        | 20 et 21 février 2019        | 32 (24 + 8)           |
| Huitièmes de finale                                    | 22 février 2019              | 7 mars 2019                  | 14 mars 2019                 | 16                    |
| Quarts de finale                                       | 15 mars 2019                 | 11 avril 2019                | 18 avril 2019                | 8                     |
| Demi-finales                                           | 19 avril 2019                | 2 mai 2019                   | 9 mai 2019                   | 4                     |
| Finale                                                 | mercredi 29 mai 2019 à Bakou | mercredi 29 mai 2019 à Bakou | mercredi 29 mai 2019 à Bakou | 2                     |
| en italique : clubs repêchés de la Ligue des champions |                              |                              |                              |                       |

Certains matchs peuvent également être joués le mardi ou le mercredi en cas de conflit organisationnel.

## Format
La phase finale concerne trente-deux équipes : vingt-quatre d'entre elles s'étant qualifiées en tant que 1ers ou 2es de chacun des douze groupes lors de la phase de groupes, et les huit autres étant les 3es des groupes de la Ligue des champions.
Lors de la phase finale, chaque confrontation, à l'exception de la finale, se joue sur deux matchs, chaque équipe jouant un match à domicile et à l'extérieur. L'équipe ayant marqué le plus de buts à l'agrégat avance à la phase suivante. Si les deux équipes sont à égalité, la règle des buts marqués à l'extérieur s'applique (l'équipe ayant marqué le plus de buts à l'extérieur sur les deux matchs est qualifiée). Si les buts marqués à l'extérieur ne permettent de départager les deux équipes, trente minutes de prolongations s'ensuivent. La règle des buts marqués à l'extérieur s'applique également lors de cette phase si d'autres buts sont marqués. Si aucun autre but n'est marqué durant les prolongations, le vainqueur est décidé aux tirs au but. Lors de la finale, qui n'est jouée que sur un seul match, si les deux équipes sont à égalité à l'issue du temps réglementaire, les prolongations sont jouées, suivies par les tirs au but si les deux équipes n'ont pu se départager.
La mécanique des tirages au sort pour chaque phase est la suivante :
- Lors du tirage au sort des seizièmes de finale, les douze 1ers des groupes et les meilleurs 3es de la phase de groupe de la Ligue des champions sont têtes de série, les douze 2es et les autres 3es de la Ligue des champions ne sont donc pas têtes de série. Les têtes de série sont opposées aux non-têtes de série, les têtes de série jouant forcément le match retour à l'extérieur. Les équipes du même groupe ou de la même associations ne peuvent être opposées lors de cette phase.
- Lors du tirage au sort des huitièmes de finale, il n'y a pas de tête de série, et les équipes du même groupe ou de la même association ne peuvent être opposées lors de cette phase.

Le 17 juillet 2014, le Panel d'urgence de l’UEFA décide que les clubs ukrainiens et russes ne peuvent être tirés ensemble « jusqu'à nouvel ordre » en raison de la guerre russo-ukrainienne. De ce fait, les clubs ukrainiens et russes ne peuvent être opposés lors d'aucune phase, à l'exception de la finale.

## Équipes qualifiées
Lisbonne
 Benfica
 Sporting

Londres
 Arsenal
 Chelsea

Séville
 Betis Séville
 Séville FC
| Groupe | 1er de groupe - Tête de série | 2e de groupe - Non-tête de série |
| ------ | ----------------------------- | -------------------------------- |
| A      | Bayer Leverkusen              | FC Zurich                        |
| B      | FC Salzbourg                  | Celtic FC                        |
| C      | Zénith Saint-Pétersbourg      | Slavia Prague                    |
| D      | Dinamo Zagreb                 | Fenerbahçe SK                    |
| E      | Arsenal FC                    | Sporting CP                      |
| F      | Bétis Séville                 | Olympiakos                       |
| G      | Villarreal CF                 | Rapid Vienne                     |
| H      | Eintracht Francfort           | Lazio Rome                       |
| I      | KRC Genk                      | Malmö FF                         |
| J      | Séville FC                    | FK Krasnodar                     |
| K      | Dynamo Kiev                   | Stade rennais FC                 |
| L      | Chelsea FC                    | BATE Borisov                     |

Classement des troisièmes de poules en Ligue des champions.
Les quatre meilleurs repêchés de Ligue des champions sont têtes de série (en jaune foncé)
| Rang | Équipe                    | Pts | J | G | N | P | Bp | Bc | Diff |
| ---- | ------------------------- | --- | - | - | - | - | -- | -- | ---- |
| 1    | SSC Naples (Grp. C)       | 9   | 6 | 2 | 3 | 1 | 7  | 5  | +2   |
| 2    | Valence CF (Grp. H)       | 8   | 6 | 2 | 2 | 2 | 6  | 6  | 0    |
| 3    | Inter Milan (Grp. B)      | 8   | 6 | 2 | 2 | 2 | 6  | 7  | -1   |
| 4    | Benfica Lisbonne (Grp. E) | 7   | 6 | 2 | 1 | 3 | 6  | 11 | -5   |
| 5    | Viktoria Plzeň (Grp. G)   | 7   | 6 | 2 | 1 | 3 | 7  | 16 | -9   |
| 6    | Club Bruges (Grp. A)      | 6   | 6 | 1 | 3 | 2 | 6  | 5  | +1   |
| 7    | Chakhtar Donetsk (Grp. F) | 6   | 6 | 1 | 3 | 2 | 8  | 16 | -8   |
| 8    | Galatasaray SK (Grp. D)   | 4   | 6 | 1 | 1 | 4 | 5  | 8  | -3   |

## Seizièmes de finale
Le tirage au sort des seizièmes de finale aura lieu le 17 décembre 2018. Les matchs aller se jouent le 14 février et les matchs retour les 21 février 2019 (à l'exception notable de Séville-Lazio).
| Équipe           | Aller | Total | Retour | Équipe                   |
| ---------------- | ----- | ----- | ------ | ------------------------ |
| Viktoria Plzeň   | 2 - 1 | 2 - 4 | 0 - 3  | Dinamo Zagreb            |
| Club Bruges      | 2 - 1 | 2 - 5 | 0 - 4  | FC Salzbourg             |
| Rapid Vienne     | 0 - 1 | 0 - 5 | 0 - 4  | Inter Milan              |
| Slavia Prague    | 0 - 0 | 4 - 1 | 4 - 1  | KRC Genk                 |
| FK Krasnodar     | 0 - 0 | 1 - 1 | 1 - 1  | Bayer Leverkusen         |
| FC Zurich        | 1 - 3 | 1 - 5 | 0 - 2  | SSC Naples               |
| Malmö FF         | 1 - 2 | 1 - 5 | 0 - 3  | Chelsea FC               |
| Chakhtar Donetsk | 2 - 2 | 3 - 6 | 1 - 4  | Eintracht Francfort      |
| Celtic FC        | 0 - 2 | 0 - 3 | 0 - 1  | Valence CF               |
| Stade rennais FC | 3 - 3 | 6 - 4 | 3 - 1  | Bétis Séville            |
| Olympiakos       | 2 - 2 | 2 - 3 | 0 - 1  | Dynamo Kiev              |
| Lazio Rome       | 0 - 1 | 0 - 3 | 0 - 2  | Séville FC               |
| Fenerbahçe SK    | 1 - 0 | 2 - 3 | 1 - 3  | Zénith Saint-Pétersbourg |
| Sporting CP      | 0 - 1 | 1 - 2 | 1 - 1  | Villarreal CF            |
| BATE Borisov     | 1 - 0 | 1 - 3 | 0 - 3  | Arsenal FC               |
| Galatasaray SK   | 1 - 2 | 1 - 2 | 0 - 0  | Benfica Lisbonne         |

| 14 février 2019 | Viktoria Plzeň  | 2 - 1   | Dinamo Zagreb | Doosan Arena, Plzeň                              |                                                  |
| 21h00 CET       | Pernica 54e 83e | (0 - 1) | 41e Olmo      | Spectateurs : 9 731 Arbitrage : Serdar Gözübüyük | Spectateurs : 9 731 Arbitrage : Serdar Gözübüyük |
| 21h00 CET       | Rapport         |         |               | Spectateurs : 9 731 Arbitrage : Serdar Gözübüyük | Spectateurs : 9 731 Arbitrage : Serdar Gözübüyük |

| 21 février 2019 | Dinamo Zagreb                          | 3 - 0   | Viktoria Plzeň | Stade Maksimir, Zagreb                         |                                                |
| 18h55 CET       | Oršić 15e · Dilaver 34e · Petković 73e | (2 - 0) |                | Spectateurs : 25 860 Arbitrage : István Kovacs | Spectateurs : 25 860 Arbitrage : István Kovacs |
| 18h55 CET       | Rapport                                |         |                | Spectateurs : 25 860 Arbitrage : István Kovacs | Spectateurs : 25 860 Arbitrage : István Kovacs |

| 14 février 2019 | Club Bruges              | 2 - 1   | Red Bull Salzbourg | Stade Jan-Breydel, Bruges                       |                                                 |
| 21h00 CET       | Denswil 64e · Wesley 81e | (0 - 1) | 17e Junuzović      | Spectateurs : 16 457 Arbitrage : Georgi Kabakov | Spectateurs : 16 457 Arbitrage : Georgi Kabakov |
| 21h00 CET       | Rapport                  |         |                    | Spectateurs : 16 457 Arbitrage : Georgi Kabakov | Spectateurs : 16 457 Arbitrage : Georgi Kabakov |

| 21 février 2019 | Red Bull Salzbourg                         | 4 - 0   | Club Bruges | Red Bull Arena, Salzbourg                       |                                                 |
| 18h55 CET       | Schlager 17e · Daka 29e 43e · Dabour 90+4e | (3 - 0) |             | Spectateurs : 24 717 Arbitrage : Daniel Siebert | Spectateurs : 24 717 Arbitrage : Daniel Siebert |
| 18h55 CET       | Rapport                                    |         |             | Spectateurs : 24 717 Arbitrage : Daniel Siebert | Spectateurs : 24 717 Arbitrage : Daniel Siebert |

| 14 février 2019 | Rapid Vienne | 0 - 1   | Inter Milan         | Allianz Stadion, Vienne                         |                                                 |
| 18h55 CET       |              | (0 - 1) | 39e (pen.) Martínez | Spectateurs : 23 850 Arbitrage : Tobias Stieler | Spectateurs : 23 850 Arbitrage : Tobias Stieler |
| 18h55 CET       | Rapport      |         |                     | Spectateurs : 23 850 Arbitrage : Tobias Stieler | Spectateurs : 23 850 Arbitrage : Tobias Stieler |

| 21 février 2019 | Inter Milan                                             | 4 - 0   | Rapid Vienne | Stade San Siro, Milan                              |                                                    |
| 21h00 CET       | Vecino 11e · Ranocchia 18e · Perišić 80e · Politano 87e | (2 - 0) |              | Spectateurs : 32 158 Arbitrage : Artur Soares Dias | Spectateurs : 32 158 Arbitrage : Artur Soares Dias |
| 21h00 CET       | Rapport                                                 |         |              | Spectateurs : 32 158 Arbitrage : Artur Soares Dias | Spectateurs : 32 158 Arbitrage : Artur Soares Dias |

| 14 février 2019 | Slavia Prague | 0 - 0   | KRC Genk | Eden Aréna, Prague                                |                                                   |
| 18h55 CET       |               | (0 - 0) |          | Spectateurs : 18 125 Arbitrage : Andris Treimanis | Spectateurs : 18 125 Arbitrage : Andris Treimanis |
| 18h55 CET       | Rapport       |         |          | Spectateurs : 18 125 Arbitrage : Andris Treimanis | Spectateurs : 18 125 Arbitrage : Andris Treimanis |

| 21 février 2019 | KRC Genk     | 1 - 4   | Slavia Prague                           | Luminus Arena, Genk                           |                                               |
| 21h00 CET       | Trossard 10e | (1 - 1) | 23e Coufal · 54e Traoré · 64e 69e Škoda | Spectateurs : 13 688 Arbitrage : Bobby Madden | Spectateurs : 13 688 Arbitrage : Bobby Madden |
| 21h00 CET       | Rapport      |         |                                         | Spectateurs : 13 688 Arbitrage : Bobby Madden | Spectateurs : 13 688 Arbitrage : Bobby Madden |

| 14 février 2019 | FK Krasnodar | 0 - 0   | Bayer Leverkusen | Stade FK Krasnodar, Krasnodar                 |                                               |
| 18h55 CET       |              | (0 - 0) |                  | Spectateurs : 34 827 Arbitrage : Davide Massa | Spectateurs : 34 827 Arbitrage : Davide Massa |
| 18h55 CET       | Rapport      |         |                  | Spectateurs : 34 827 Arbitrage : Davide Massa | Spectateurs : 34 827 Arbitrage : Davide Massa |

| 21 février 2019 | Bayer Leverkusen | 1 - 1   | FK Krasnodar   | BayArena, Leverkusen                               |                                                    |
| 21h00 CET       | Aránguiz 87e     | (0 - 0) | 84e Suleymanov | Spectateurs : 16 084 Arbitrage : Gediminas Mažeika | Spectateurs : 16 084 Arbitrage : Gediminas Mažeika |
| 21h00 CET       | Rapport          |         |                | Spectateurs : 16 084 Arbitrage : Gediminas Mažeika | Spectateurs : 16 084 Arbitrage : Gediminas Mažeika |

| 14 février 2019 | FC Zurich          | 1 - 3   | SSC Naples                                 | Stade du Letzigrund, Zurich                    |                                                |
| 21h00 CET       | Kololli 83e (pen.) | (0 - 2) | 12e Insigne · 21e Callejón · 77e Zieliński | Spectateurs : 24 000 Arbitrage : Milorad Mažić | Spectateurs : 24 000 Arbitrage : Milorad Mažić |
| 21h00 CET       | Rapport            |         |                                            | Spectateurs : 24 000 Arbitrage : Milorad Mažić | Spectateurs : 24 000 Arbitrage : Milorad Mažić |

| 21 février 2019 | SSC Naples            | 2 - 0   | FC Zurich | Stade San Paolo, Naples                                  |                                                          |
| 18h55 CET       | Verdi 43e · Ounas 75e | (1 - 0) |           | Spectateurs : 17 579 Arbitrage : Anastasios Sidiropoulos | Spectateurs : 17 579 Arbitrage : Anastasios Sidiropoulos |
| 18h55 CET       | Rapport               |         |           | Spectateurs : 17 579 Arbitrage : Anastasios Sidiropoulos | Spectateurs : 17 579 Arbitrage : Anastasios Sidiropoulos |

| 14 février 2019 | Malmö FF         | 1 - 2   | Chelsea FC               | Swedbank Stadion, Malmö                           |                                                   |
| 21h00 CET       | Christiansen 80e | (0 - 1) | 30e Barkley · 58e Giroud | Spectateurs : 20 312 Arbitrage : Aleksei Kulbakov | Spectateurs : 20 312 Arbitrage : Aleksei Kulbakov |
| 21h00 CET       | Rapport          |         |                          | Spectateurs : 20 312 Arbitrage : Aleksei Kulbakov | Spectateurs : 20 312 Arbitrage : Aleksei Kulbakov |

| 21 février 2019 | Chelsea FC                                 | 3 - 0   | Malmö FF | Stamford Bridge, Londres                       |                                                |
| 18h55 CET       | Giroud 55e · Barkley 74e · Hudson-Odoi 84e | (0 - 0) |          | Spectateurs : 39 813 Arbitrage : Orel Grinfeld | Spectateurs : 39 813 Arbitrage : Orel Grinfeld |
| 18h55 CET       | Rapport                                    |         |          | Spectateurs : 39 813 Arbitrage : Orel Grinfeld | Spectateurs : 39 813 Arbitrage : Orel Grinfeld |

| 14 février 2019 | Chakhtar Donetsk               | 2 - 2   | Eintracht Francfort         | Stade Metalist, Kharkiv                         |                                                 |
| 21h00 CET       | Marlos 10e (pen.) · Taison 67e | (1 - 1) | 7e Hinteregger · 50e Kostić | Spectateurs : 13 059 Arbitrage : Anthony Taylor | Spectateurs : 13 059 Arbitrage : Anthony Taylor |
| 21h00 CET       | Rapport                        |         |                             | Spectateurs : 13 059 Arbitrage : Anthony Taylor | Spectateurs : 13 059 Arbitrage : Anthony Taylor |

| 21 février 2019 | Eintracht Francfort                    | 4 - 1   | Chakhtar Donetsk | Commerzbank-Arena, Francfort                         |                                                      |
| 18h55 CET       | Jović 23e · Haller 27e 80e · Rebić 88e | (2 - 0) | 64e Moraes       | Spectateurs : 47 000 Arbitrage : Antonio Mateu Lahoz | Spectateurs : 47 000 Arbitrage : Antonio Mateu Lahoz |
| 18h55 CET       | Rapport                                |         |                  | Spectateurs : 47 000 Arbitrage : Antonio Mateu Lahoz | Spectateurs : 47 000 Arbitrage : Antonio Mateu Lahoz |

| 14 février 2019 | Celtic FC | 0 - 2   | Valence CF                  | Celtic Park, Glasgow                            |                                                 |
| 21h00 CET       |           | (0 - 1) | 42e Cheryshev · 49e Sobrino | Spectateurs : 57 430 Arbitrage : Ovidiu Hațegan | Spectateurs : 57 430 Arbitrage : Ovidiu Hațegan |
| 21h00 CET       | Rapport   |         |                             | Spectateurs : 57 430 Arbitrage : Ovidiu Hațegan | Spectateurs : 57 430 Arbitrage : Ovidiu Hațegan |

| 21 février 2019 | Valence CF  | 1 - 0   | Celtic FC | Stade de Mestalla, Valence                     |                                                |
| 18h55 CET       | Gameiro 70e | (0 - 0) |           | Spectateurs : 36 619 Arbitrage : Deniz Aytekin | Spectateurs : 36 619 Arbitrage : Deniz Aytekin |
| 18h55 CET       | Rapport     |         |           | Spectateurs : 36 619 Arbitrage : Deniz Aytekin | Spectateurs : 36 619 Arbitrage : Deniz Aytekin |

| 14 février 2019 | Stade rennais FC                                    | 3 - 3   | Bétis Séville                          | Roazhon Park, Rennes                                     |                                                          |
| 18h55 CET       | Hunou 2e · García 10e (csc) · Ben Arfa 45+3e (pen.) | (3 - 1) | 32e Lo Celso · 62e Sidnei · 90e Lainez | Spectateurs : 28 656 Arbitrage : Anastasios Sidiropoulos | Spectateurs : 28 656 Arbitrage : Anastasios Sidiropoulos |
| 18h55 CET       | Rapport                                             |         |                                        | Spectateurs : 28 656 Arbitrage : Anastasios Sidiropoulos | Spectateurs : 28 656 Arbitrage : Anastasios Sidiropoulos |

| 21 février 2019 | Bétis Séville | 1 - 3   | Stade rennais FC                         | Stade Benito-Villamarín, Séville               |                                                |
| 21h00 CET       | Lo Celso 41e  | (1 - 2) | 22e Bensebaini · 30e Hunou · 90+4e Niang | Spectateurs : 43 623 Arbitrage : Viktor Kassai | Spectateurs : 43 623 Arbitrage : Viktor Kassai |
| 21h00 CET       | Rapport       |         |                                          | Spectateurs : 43 623 Arbitrage : Viktor Kassai | Spectateurs : 43 623 Arbitrage : Viktor Kassai |

| 14 février 2019 | Olympiakos           | 2 - 2   | Dynamo Kiev                | Stade Karaïskaki, Athènes                     |                                               |
| 18h55 CET       | Hassan 9e · Dias 40e | (2 - 1) | 27e Buyalskyi · 89e Verbič | Spectateurs : 31 020 Arbitrage : Craig Pawson | Spectateurs : 31 020 Arbitrage : Craig Pawson |
| 18h55 CET       | Rapport              |         |                            | Spectateurs : 31 020 Arbitrage : Craig Pawson | Spectateurs : 31 020 Arbitrage : Craig Pawson |

| 21 février 2019 | Dynamo Kiev | 1 - 0   | Olympiakos | Stade olympique de Kiev, Kiev                  |                                                |
| 21h00 CET       | Sol 32e     | (1 - 0) |            | Spectateurs : 48 902 Arbitrage : Ivan Kružliak | Spectateurs : 48 902 Arbitrage : Ivan Kružliak |
| 21h00 CET       | Rapport     |         |            | Spectateurs : 48 902 Arbitrage : Ivan Kružliak | Spectateurs : 48 902 Arbitrage : Ivan Kružliak |

| 14 février 2019 | SS Lazio | 0 - 1   | Sevilla FC     | Stade olympique de Rome, Rome                  |                                                |
| 18h55 CET       |          | (0 - 1) | 22e Ben Yedder | Spectateurs : 19 766 Arbitrage : Slavko Vinčić | Spectateurs : 19 766 Arbitrage : Slavko Vinčić |
| 18h55 CET       | Rapport  |         |                | Spectateurs : 19 766 Arbitrage : Slavko Vinčić | Spectateurs : 19 766 Arbitrage : Slavko Vinčić |

| 20 février 2019 | Sevilla FC                   | 2 - 0   | SS Lazio | Stade Ramón-Sánchez-Pizjuán, Séville            |                                                 |
| 18h00 CET       | Ben Yedder 20e · Sarabia 78e | (1 - 0) |          | Spectateurs : 34 521 Arbitrage : Anthony Taylor | Spectateurs : 34 521 Arbitrage : Anthony Taylor |
| 18h00 CET       | Rapport                      |         |          | Spectateurs : 34 521 Arbitrage : Anthony Taylor | Spectateurs : 34 521 Arbitrage : Anthony Taylor |

| 12 février 2019 | Fenerbahçe SK | 1 - 0   | Zénith Saint-Pétersbourg | Stade Şükrü Saracoğlu, Istanbul               |                                               |
| 18h55 CET       | Slimani 21e   | (1 - 0) |                          | Spectateurs : 36 572 Arbitrage : Ruddy Buquet | Spectateurs : 36 572 Arbitrage : Ruddy Buquet |
| 18h55 CET       | Rapport       |         |                          | Spectateurs : 36 572 Arbitrage : Ruddy Buquet | Spectateurs : 36 572 Arbitrage : Ruddy Buquet |

| 21 février 2019 | Zénith Saint-Pétersbourg    | 3 - 1   | Fenerbahçe SK | Stade de Saint-Pétersbourg, Saint-Pétersbourg   |                                                 |
| 21h00 CET       | Ozdoïev 4e · Azmoun 37e 76e | (2 - 1) | 43e Topal     | Spectateurs : 50 448 Arbitrage : Michael Oliver | Spectateurs : 50 448 Arbitrage : Michael Oliver |
| 21h00 CET       | Rapport                     |         |               | Spectateurs : 50 448 Arbitrage : Michael Oliver | Spectateurs : 50 448 Arbitrage : Michael Oliver |

| 14 février 2019 | Sporting CP | 0 - 1   | Villarreal CF | Estádio José Alvalade XXI, Lisbonne             |                                                 |
| 21h00 CET       |             | (0 - 1) | 3e Alfonso    | Spectateurs : 27 134 Arbitrage : Clément Turpin | Spectateurs : 27 134 Arbitrage : Clément Turpin |
| 21h00 CET       | Rapport     |         |               | Spectateurs : 27 134 Arbitrage : Clément Turpin | Spectateurs : 27 134 Arbitrage : Clément Turpin |

| 21 février 2019 | Villarreal CF | 1 - 1   | Sporting CP     | Stade de la Cerámica, Vila-Real                 |                                                 |
| 18h55 CET       | Fornals 80e   | (0 - 1) | 45+1e Fernandes | Spectateurs : 14 098 Arbitrage : Pavel Královec | Spectateurs : 14 098 Arbitrage : Pavel Královec |
| 18h55 CET       | Rapport       |         |                 | Spectateurs : 14 098 Arbitrage : Pavel Královec | Spectateurs : 14 098 Arbitrage : Pavel Královec |

| 14 février 2019 | BATE Borisov | 1 - 0   | Arsenal FC | Borisov Arena, Borisov                           |                                                  |
| 18h55 CET       | Dragun 45e   | (1 - 0) |            | Spectateurs : 12 527 Arbitrage : Srđan Jovanović | Spectateurs : 12 527 Arbitrage : Srđan Jovanović |
| 18h55 CET       | Rapport      |         |            | Spectateurs : 12 527 Arbitrage : Srđan Jovanović | Spectateurs : 12 527 Arbitrage : Srđan Jovanović |

| 21 février 2019 | Arsenal FC                                   | 3 - 0   | BATE Borisov | Emirates Stadium, Londres                                 |                                                           |
| 21h00 CET       | Volkov 4e (csc) · Mustafi 39e · Sokrátis 60e | (2 - 0) |              | Spectateurs : 58 812 Arbitrage : Alberto Undiano Mallenco | Spectateurs : 58 812 Arbitrage : Alberto Undiano Mallenco |
| 21h00 CET       | Rapport                                      |         |              | Spectateurs : 58 812 Arbitrage : Alberto Undiano Mallenco | Spectateurs : 58 812 Arbitrage : Alberto Undiano Mallenco |

| 14 février 2019 | Galatasaray SK | 1 - 2   | Benfica Lisbonne           | Stade Ali-Sami-Yen, Istanbul                       |                                                    |
| 18h55 CET       | Luyindama 54e  | (0 - 1) | 27e Salvio · 64e Seferović | Spectateurs : 42 722 Arbitrage : Jesús Gil Manzano | Spectateurs : 42 722 Arbitrage : Jesús Gil Manzano |
| 18h55 CET       | Rapport        |         |                            | Spectateurs : 42 722 Arbitrage : Jesús Gil Manzano | Spectateurs : 42 722 Arbitrage : Jesús Gil Manzano |

| 21 février 2019 | Benfica Lisbonne | 0 - 0   | Galatasaray SK | Stade de Luz, Lisbonne                          |                                                 |
| 21h00 CET       |                  | (0 - 0) |                | Spectateurs : 49 545 Arbitrage : Ovidiu Hațegan | Spectateurs : 49 545 Arbitrage : Ovidiu Hațegan |
| 21h00 CET       | Rapport          |         |                | Spectateurs : 49 545 Arbitrage : Ovidiu Hațegan | Spectateurs : 49 545 Arbitrage : Ovidiu Hațegan |

## Huitièmes de finale
Le tirage au sort des huitièmes de finale se déroulera le 22 février 2019 à 13h00 CET à la Maison du football européen (Nyon, Suisse). Les matchs aller se jouent le 7 mars et les matchs retour le 14 mars 2019.
| Équipe                   | Aller | Total | Retour      | Équipe           |
| ------------------------ | ----- | ----- | ----------- | ---------------- |
| Chelsea FC               | 3 - 0 | 8 - 0 | 5 - 0       | Dynamo Kiev      |
| Eintracht Francfort      | 0 - 0 | 1 - 0 | 1 - 0       | Inter Milan      |
| Dinamo Zagreb            | 1 - 0 | 1 - 3 | 0 - 3 a. p. | Benfica Lisbonne |
| SSC Naples               | 3 - 0 | 4 - 3 | 1 - 3       | FC Salzbourg     |
| Valence CF               | 2 - 1 | 3 - 2 | 1 - 1       | FK Krasnodar     |
| Séville FC               | 2 - 2 | 5 - 6 | 3 - 4 a. p. | Slavia Prague    |
| Stade rennais FC         | 3 - 1 | 3 - 4 | 0 - 3       | Arsenal FC       |
| Zénith Saint-Pétersbourg | 1 - 3 | 2 - 5 | 1 - 2       | Villarreal CF    |

| 7 mars 2019 | Chelsea FC                                | 3 - 0   | Dynamo Kiev | Stamford Bridge, Londres                       |                                                |
| 21h00       | Pedro 17e · Willian 65e · Hudson-Odoi 90e | (1 - 0) |             | Spectateurs : 37 280 Arbitrage : Slavko Vinčić | Spectateurs : 37 280 Arbitrage : Slavko Vinčić |
| 21h00       | Rapport                                   |         |             | Spectateurs : 37 280 Arbitrage : Slavko Vinčić | Spectateurs : 37 280 Arbitrage : Slavko Vinčić |

| 14 mars 2019 | Dynamo Kiev | 0 - 5   | Chelsea FC                                         | Stade olympique de Kiev, Kiev                   |                                                 |
| 18h55        |             | (0 - 3) | 5e 33e 59e Giroud · 45+1e Alonso · 78e Hudson-Odoi | Spectateurs : 64 830 Arbitrage : Tobias Stieler | Spectateurs : 64 830 Arbitrage : Tobias Stieler |
| 18h55        | Rapport     |         |                                                    | Spectateurs : 64 830 Arbitrage : Tobias Stieler | Spectateurs : 64 830 Arbitrage : Tobias Stieler |

| 7 mars 2019 | Eintracht Francfort | 0 - 0   | Inter Milan | Commerzbank-Arena, Francfort                   |                                                |
| 18h55       |                     | (0 - 0) |             | Spectateurs : 48 000 Arbitrage : Willie Collum | Spectateurs : 48 000 Arbitrage : Willie Collum |
| 18h55       | Rapport             |         |             | Spectateurs : 48 000 Arbitrage : Willie Collum | Spectateurs : 48 000 Arbitrage : Willie Collum |

| 14 mars 2019 | Inter Milan | 0 - 1   | Eintracht Francfort | Stade San Siro, Milan                           |                                                 |
| 21h00        |             | (0 - 1) | 5e Jović            | Spectateurs : 49 886 Arbitrage : Ovidiu Hațegan | Spectateurs : 49 886 Arbitrage : Ovidiu Hațegan |
| 21h00        | Rapport     |         |                     | Spectateurs : 49 886 Arbitrage : Ovidiu Hațegan | Spectateurs : 49 886 Arbitrage : Ovidiu Hațegan |

| 7 mars 2019 | Dinamo Zagreb       | 1 - 0   | Benfica Lisbonne | Stade Maksimir, Zagreb                          |                                                 |
| 18h55       | Petković 38e (pen.) | (1 - 0) |                  | Spectateurs : 29 704 Arbitrage : Michael Oliver | Spectateurs : 29 704 Arbitrage : Michael Oliver |
| 18h55       | Rapport             |         |                  | Spectateurs : 29 704 Arbitrage : Michael Oliver | Spectateurs : 29 704 Arbitrage : Michael Oliver |

| 14 mars 2019 | Benfica Lisbonne                        | 3 - 0 a. p.           | Dinamo Zagreb | Stade de Luz, Lisbonne                         |                                                |
| 21h00        | Jonas 71e · Ferro 94e · Grimaldo 105+1e | (0 - 0, 1 - 0, 3 - 0) |               | Spectateurs : 47 808 Arbitrage : Deniz Aytekin | Spectateurs : 47 808 Arbitrage : Deniz Aytekin |
| 21h00        | Rapport                                 |                       |               | Spectateurs : 47 808 Arbitrage : Deniz Aytekin | Spectateurs : 47 808 Arbitrage : Deniz Aytekin |

| 7 mars 2019 | SSC Naples                               | 3 - 0   | FC Salzbourg | Stade San Paolo, Naples                           |                                                   |
| 21h00       | Milik 10e · Ruiz 18e · Onguéné 58e (csc) | (2 - 0) |              | Spectateurs : 32 579 Arbitrage : Aleksei Kulbakov | Spectateurs : 32 579 Arbitrage : Aleksei Kulbakov |
| 21h00       | Rapport                                  |         |              | Spectateurs : 32 579 Arbitrage : Aleksei Kulbakov | Spectateurs : 32 579 Arbitrage : Aleksei Kulbakov |

| 14 mars 2019 | FC Salzbourg                                 | 3 - 1   | SSC Naples | Red Bull Arena, Salzbourg                                |                                                          |
| 18h55        | Dabbur 25e · Gulbrandsen 65e · Leitgeb 90+2e | (1 - 1) | 14e Milik  | Spectateurs : 29 520 Arbitrage : Carlos del Cerro Grande | Spectateurs : 29 520 Arbitrage : Carlos del Cerro Grande |
| 18h55        | Rapport                                      |         |            | Spectateurs : 29 520 Arbitrage : Carlos del Cerro Grande | Spectateurs : 29 520 Arbitrage : Carlos del Cerro Grande |

| 7 mars 2019 | Valence CF      | 2 - 1   | FK Krasnodar | Stade de Mestalla, Valence                     |                                                |
| 21h00       | Rodrigo 12e 24e | (2 - 0) | 63e Claesson | Spectateurs : 36 274 Arbitrage : Orel Grinfeld | Spectateurs : 36 274 Arbitrage : Orel Grinfeld |
| 21h00       | Rapport         |         |              | Spectateurs : 36 274 Arbitrage : Orel Grinfeld | Spectateurs : 36 274 Arbitrage : Orel Grinfeld |

| 14 mars 2019 | FK Krasnodar   | 1 - 1   | Valence CF   | Stade FK Krasnodar, Krasnodar                   |                                                 |
| 18h55        | Suleymanov 85e | (0 - 0) | 90+3e Guedes | Spectateurs : 35 074 Arbitrage : Anthony Taylor | Spectateurs : 35 074 Arbitrage : Anthony Taylor |
| 18h55        | Rapport        |         |              | Spectateurs : 35 074 Arbitrage : Anthony Taylor | Spectateurs : 35 074 Arbitrage : Anthony Taylor |

| 7 mars 2019 | Séville FC                 | 2 - 2   | Slavia Prague        | Stade Ramón-Sánchez-Pizjuán, Séville          |                                               |
| 18h55       | Ben Yedder 1re · Munir 28e | (2 - 2) | 25e Stoch · 39e Král | Spectateurs : 30 698 Arbitrage : Ruddy Buquet | Spectateurs : 30 698 Arbitrage : Ruddy Buquet |
| 18h55       | Rapport                    |         |                      | Spectateurs : 30 698 Arbitrage : Ruddy Buquet | Spectateurs : 30 698 Arbitrage : Ruddy Buquet |

| 14 mars 2019 | Slavia Prague                                                              | 4 - 3 a. p.    | Séville FC                                      | Eden Aréna, Prague                                |                                                   |
| 21h00        | Ngadeu-Ngadjui 14e · Souček 47e (pen.) · van Buren (en) 102e · Traoré 119e | (1 - 1, 2 - 2) | 44e (pen.) Ben Yedder · 54e Munir · 98e Vázquez | Spectateurs : 19 020 Arbitrage : Aleksei Kulbakov | Spectateurs : 19 020 Arbitrage : Aleksei Kulbakov |
| 21h00        | Rapport                                                                    |                |                                                 | Spectateurs : 19 020 Arbitrage : Aleksei Kulbakov | Spectateurs : 19 020 Arbitrage : Aleksei Kulbakov |

| 7 mars 2019 | Stade rennais FC                              | 3 - 1   | Arsenal FC | Roazhon Park, Rennes                           |                                                |
| 18h55       | Bourigeaud 42e · Monreal 65e (csc) · Sarr 88e | (1 - 1) | 4e Iwobi   | Spectateurs : 29 171 Arbitrage : Ivan Kružliak | Spectateurs : 29 171 Arbitrage : Ivan Kružliak |
| 18h55       | Rapport                                       |         |            | Spectateurs : 29 171 Arbitrage : Ivan Kružliak | Spectateurs : 29 171 Arbitrage : Ivan Kružliak |

| 14 mars 2019 | Arsenal FC                             | 3 - 0   | Stade rennais FC | Emirates Stadium, Londres                         |                                                   |
| 21h00        | Aubameyang 5e 72e · Maitland-Niles 15e | (2 - 0) |                  | Spectateurs : 59 453 Arbitrage : Andris Treimanis | Spectateurs : 59 453 Arbitrage : Andris Treimanis |
| 21h00        | Rapport                                |         |                  | Spectateurs : 59 453 Arbitrage : Andris Treimanis | Spectateurs : 59 453 Arbitrage : Andris Treimanis |

| 7 mars 2019 | Zénith Saint-Pétersbourg | 1 - 3   | Villarreal CF                          | Stade de Saint-Pétersbourg, Saint-Pétersbourg    |                                                  |
| 18h55       | Azmoun 35e               | (1 - 1) | 33e Iborra · 64e Moreno · 71e Morlanes | Spectateurs : 51 826 Arbitrage : Gianluca Rocchi | Spectateurs : 51 826 Arbitrage : Gianluca Rocchi |
| 18h55       | Rapport                  |         |                                        | Spectateurs : 51 826 Arbitrage : Gianluca Rocchi | Spectateurs : 51 826 Arbitrage : Gianluca Rocchi |

| 14 mars 2019 | Villarreal CF          | 2 - 1   | Zénith Saint-Pétersbourg | Stade de la Cerámica, Vila-Real                    |                                                    |
| 21h00        | Moreno 29e · Bacca 47e | (1 - 0) | 90+1e Ivanović           | Spectateurs : 14 027 Arbitrage : Artur Soares Dias | Spectateurs : 14 027 Arbitrage : Artur Soares Dias |
| 21h00        | Rapport                |         |                          | Spectateurs : 14 027 Arbitrage : Artur Soares Dias | Spectateurs : 14 027 Arbitrage : Artur Soares Dias |

## Quarts de finale
Le tirage au sort des quarts de finale se déroulera le 15 mars 2019 à 13h00 CET à la Maison du football européen (Nyon, Suisse). Les matchs aller se jouent le 11 avril et les matchs retour le 18 avril 2019.
| Équipe           | Aller | Total  | Retour | Équipe              |
| ---------------- | ----- | ------ | ------ | ------------------- |
| Arsenal FC       | 2 - 0 | 3 - 0  | 1 - 0  | SSC Naples          |
| Villarreal CF    | 1 - 3 | 1 - 5  | 0 - 2  | Valence CF          |
| Benfica Lisbonne | 4 - 2 | 4 - 4E | 0 - 2  | Eintracht Francfort |
| Slavia Prague    | 0 - 1 | 3 - 5  | 3 - 4  | Chelsea FC          |

| 11 avril 2019 | Arsenal FC                       | 2 - 0   | SSC Naples | Emirates Stadium, Londres                                 |                                                           |
| 21h00         | Ramsey 15e · Koulibaly 25e (csc) | (2 - 0) |            | Spectateurs : 59 738 Arbitrage : Alberto Undiano Mallenco | Spectateurs : 59 738 Arbitrage : Alberto Undiano Mallenco |
| 21h00         | Rapport                          |         |            | Spectateurs : 59 738 Arbitrage : Alberto Undiano Mallenco | Spectateurs : 59 738 Arbitrage : Alberto Undiano Mallenco |

| 18 avril 2019 | SSC Naples | 0 - 1   | Arsenal FC    | Stade San Paolo, Naples                         |                                                 |
| 21h00         |            | (0 - 1) | 36e Lacazette | Spectateurs : 39 438 Arbitrage : Ovidiu Haţegan | Spectateurs : 39 438 Arbitrage : Ovidiu Haţegan |
| 21h00         | Rapport    |         |               | Spectateurs : 39 438 Arbitrage : Ovidiu Haţegan | Spectateurs : 39 438 Arbitrage : Ovidiu Haţegan |

| 11 avril 2019 | Villarreal CF      | 1 - 3   | Valence CF                   | Stade de la Cerámica, Vila-Real                 |                                                 |
| 21h00         | Cazorla 36e (pen.) | (1 - 1) | 6e 90+3e Guedes · 90+1e Wass | Spectateurs : 17 605 Arbitrage : Michael Oliver | Spectateurs : 17 605 Arbitrage : Michael Oliver |
| 21h00         | Rapport            |         |                              | Spectateurs : 17 605 Arbitrage : Michael Oliver | Spectateurs : 17 605 Arbitrage : Michael Oliver |

| 18 avril 2019 | Valence CF               | 2 - 0   | Villarreal CF | Stade de Mestalla, Valence                      |                                                 |
| 21h00         | Latorre 13e · Parejo 54e | (1 - 0) |               | Spectateurs : 26 403 Arbitrage : William Collum | Spectateurs : 26 403 Arbitrage : William Collum |
| 21h00         | Rapport                  |         |               | Spectateurs : 26 403 Arbitrage : William Collum | Spectateurs : 26 403 Arbitrage : William Collum |

| 11 avril 2019 | Benfica Lisbonne                    | 4 - 2   | Eintracht Francfort       | Stade de Luz, Lisbonne                          |                                                 |
| 21h00         | Félix 21e (pen.) 43e 54e · Dias 50e | (2 - 1) | 40e Jović · 72e Paciência | Spectateurs : 54 175 Arbitrage : Anthony Taylor | Spectateurs : 54 175 Arbitrage : Anthony Taylor |
| 21h00         | Rapport                             |         |                           | Spectateurs : 54 175 Arbitrage : Anthony Taylor | Spectateurs : 54 175 Arbitrage : Anthony Taylor |

| 18 avril 2019 | Eintracht Francfort   | 2 - 0   | Benfica Lisbonne | Commerzbank-Arena, Francfort                    |                                                 |
| 21h00         | Kostić 37e · Rode 67e | (1 - 0) |                  | Spectateurs : 48 000 Arbitrage : Daniele Orsato | Spectateurs : 48 000 Arbitrage : Daniele Orsato |
| 21h00         | Rapport               |         |                  | Spectateurs : 48 000 Arbitrage : Daniele Orsato | Spectateurs : 48 000 Arbitrage : Daniele Orsato |

| 11 avril 2019 | Slavia Prague | 0 - 1   | Chelsea FC | Eden Aréna, Prague                            |                                               |
| 21h00         |               | (0 - 0) | 86e Alonso | Spectateurs : 17 484 Arbitrage : Felix Zwayer | Spectateurs : 17 484 Arbitrage : Felix Zwayer |
| 21h00         | Rapport       |         |            | Spectateurs : 17 484 Arbitrage : Felix Zwayer | Spectateurs : 17 484 Arbitrage : Felix Zwayer |

| 18 avril 2019 | Chelsea FC                                 | 4 - 3   | Slavia Prague               | Stamford Bridge, Londres                       |                                                |
| 21h00         | Pedro 5e 27e · Deli 10e (csc) · Giroud 17e | (4 - 1) | 26e Souček · 51e 54e Ševčík | Spectateurs : 38 326 Arbitrage : Damir Skomina | Spectateurs : 38 326 Arbitrage : Damir Skomina |
| 21h00         | Rapport                                    |         |                             | Spectateurs : 38 326 Arbitrage : Damir Skomina | Spectateurs : 38 326 Arbitrage : Damir Skomina |

## Demi-finales
Le tirage au sort des quarts de finale se déroulera le 19 avril 2019 à 13h00 CET à la Maison du football européen (Nyon, Suisse). Les matchs aller se jouent le 2 mai et les matchs retour le 9 mai 2019.
| Équipe              | Aller | Total             | Retour | Équipe     |
| ------------------- | ----- | ----------------- | ------ | ---------- |
| Arsenal FC          | 3 - 1 | 7 - 3             | 4 - 2  | Valence CF |
| Eintracht Francfort | 1 - 1 | 2 - 2 (3 - 4 tab) | 1 - 1  | Chelsea FC |

| 2 mai 2019 | Arsenal FC                           | 3 - 1   | Valence CF   | Emirates Stadium, Londres                       |                                                 |
| 21h00      | Lacazette 18e 26e · Aubameyang 90+1e | (2 - 1) | 11e Diakhaby | Spectateurs : 58 969 Arbitrage : Clément Turpin | Spectateurs : 58 969 Arbitrage : Clément Turpin |
| 21h00      | Rapport                              |         |              | Spectateurs : 58 969 Arbitrage : Clément Turpin | Spectateurs : 58 969 Arbitrage : Clément Turpin |

| 9 mai 2019 | Valence CF      | 2 - 4   | Arsenal FC                             | Stade de Mestalla, Valence                      |                                                 |
| 21h00      | Gameiro 11e 58e | (1 - 1) | 17e 69e 89e Aubameyang · 50e Lacazette | Spectateurs : 44 481 Arbitrage : Danny Makkelie | Spectateurs : 44 481 Arbitrage : Danny Makkelie |
| 21h00      | Rapport         |         |                                        | Spectateurs : 44 481 Arbitrage : Danny Makkelie | Spectateurs : 44 481 Arbitrage : Danny Makkelie |

| 2 mai 2019 | Eintracht Francfort | 1 - 1   | Chelsea FC | Commerzbank-Arena, Francfort                             |                                                          |
| 21h00      | Jović 23e           | (1 - 1) | 45e Pedro  | Spectateurs : 48 000 Arbitrage : Carlos del Cerro Grande | Spectateurs : 48 000 Arbitrage : Carlos del Cerro Grande |
| 21h00      | Rapport             |         |            | Spectateurs : 48 000 Arbitrage : Carlos del Cerro Grande | Spectateurs : 48 000 Arbitrage : Carlos del Cerro Grande |

| 9 mai 2019 | Chelsea FC                                       | 1 - 1                 | Eintracht Francfort                                  | Stamford Bridge, Londres                        |                                                 |
| 21h00      | Loftus-Cheek 28e                                 | (1 - 0, 1 - 1, 1 - 1) | 49e Jović                                            | Spectateurs : 36 070 Arbitrage : Ovidiu Hațegan | Spectateurs : 36 070 Arbitrage : Ovidiu Hațegan |
| 21h00      | Rapport                                          |                       |                                                      | Spectateurs : 36 070 Arbitrage : Ovidiu Hațegan | Spectateurs : 36 070 Arbitrage : Ovidiu Hațegan |
| 21h00      | Barkley · Azpilicueta · Jorginho · Luiz · Hazard | Tirs au but 4 - 3     | Haller · Jović · de Guzmán · Hinteregger · Paciência | Spectateurs : 36 070 Arbitrage : Ovidiu Hațegan | Spectateurs : 36 070 Arbitrage : Ovidiu Hațegan |

## Finale
La finale est jouée le mercredi 29 mai 2019 au Stade olympique de Bakou en Azerbaïdjan.
| 29 mai 2019 | Chelsea FC                                        | 4 - 1   | Arsenal FC | Stade olympique de Bakou, Bakou                  |                                                  |
| 21h00       | Giroud 49e · Pedro 60e · E. Hazard 65e (pen.) 72e | (0 - 0) | 69e Iwobi  | Spectateurs : 51 370 Arbitrage : Gianluca Rocchi | Spectateurs : 51 370 Arbitrage : Gianluca Rocchi |
| 21h00       | Rapport                                           |         |            | Spectateurs : 51 370 Arbitrage : Gianluca Rocchi | Spectateurs : 51 370 Arbitrage : Gianluca Rocchi |